# ローマの建国神話
ローマの建国神話（ローマのけんこくしんわ）は、古代ローマが誕生するまでの伝承や神話である。主な内容としてアイネイアースの伝承や、ロームルスのローマ建国などが挙げられる。建国伝承以外のローマ神話はローマ神話等を参照。

## アエネーイス伝承

### アイネイアースの放浪

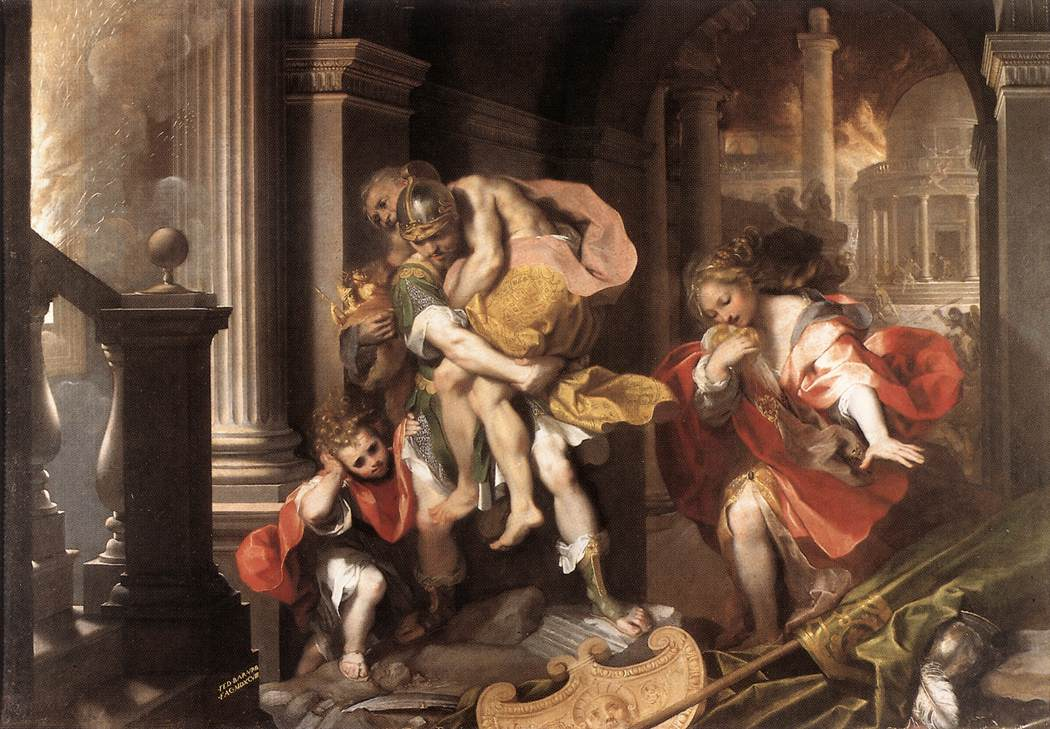
トロイア陥落時に逃げようとするアイネイアス

アイネイアースはトロイア側の将軍でトロイア王家の人間である。また、愛と美の女神ウェヌス（ヴィーナス）の子供でもある。トロイアとギリシアのアカイア人の諸都市が約10年間戦ったトロイア戦争で、アイネイアースらトロイア勢は奮戦するが、アカイア側のトロイの木馬の計によってトロイアは陥落し、アカイア人が侵入し、殺戮を行った。多くのトロイア人が命を落とす中、ウェヌスの忠告でアイネイアースは年老いた父のアンキーセースと子供のアスカニオスらと共に落城するトロイアを脱出した。その後、アンタンドロス (es:Antandro) で船を建造し、船に乗って新天地を目指し、放浪の旅を始めた。まず、トラキアの王を頼ろうとトラキアに向かい、海岸で犠牲式を開催したが、ポリュドールスの亡霊の忠告によってトラキアを離れた。その後、デロス島で神からのお告げでクレタ島に向かい、建国をしようとした。その後、再びのお告げでイタリアに新しい国を作るべく再び航海を始めた。その後、嵐でストロバテス島に漂着、ハルピュイアと戦闘状態になる。その時女王のケラエノがイタリア上陸後も苦難が続くことを予言した。その後、逃げ延びた一行はアクティウム、イピロスに到達し、そこでアンドロマケー、ヘレノスと再会する。ヘレノスは今後の旅についてアイネイアースに助言をした。そして、メッシーナ海峡に到達するも、波で押し戻され、シチリア島のエリチェに到達した。そこでアンキーセースが亡くなる。しかし、女神ユーノーはパリスの審判でトロイアを恨んでいて、更に予言からイタリアにトロイア人の国が再び誕生するという知らせを聞いたため、風の神アイオロスに命じて暴風雨を起こさせた。その後、なんとかカルタゴに漂着した一行は、カルタゴの女王ディードーの歓迎を受ける。しかし、ウェヌスは、アイネイアースがディードーに危害を加えられることを恐れていた。そこで、クピードーに命じてディードーがアイネイアースを愛するようにさせた。そして、二人は愛し合ったが、その噂を聞いたユーピテルはトロイア再興の使命を果たすように言った。そして、アイネイアースらはカルタゴを発ってイタリアに向かった。一方、ディードーは別れを嘆き、アイネイアースを呪って炎の中で死ぬ。

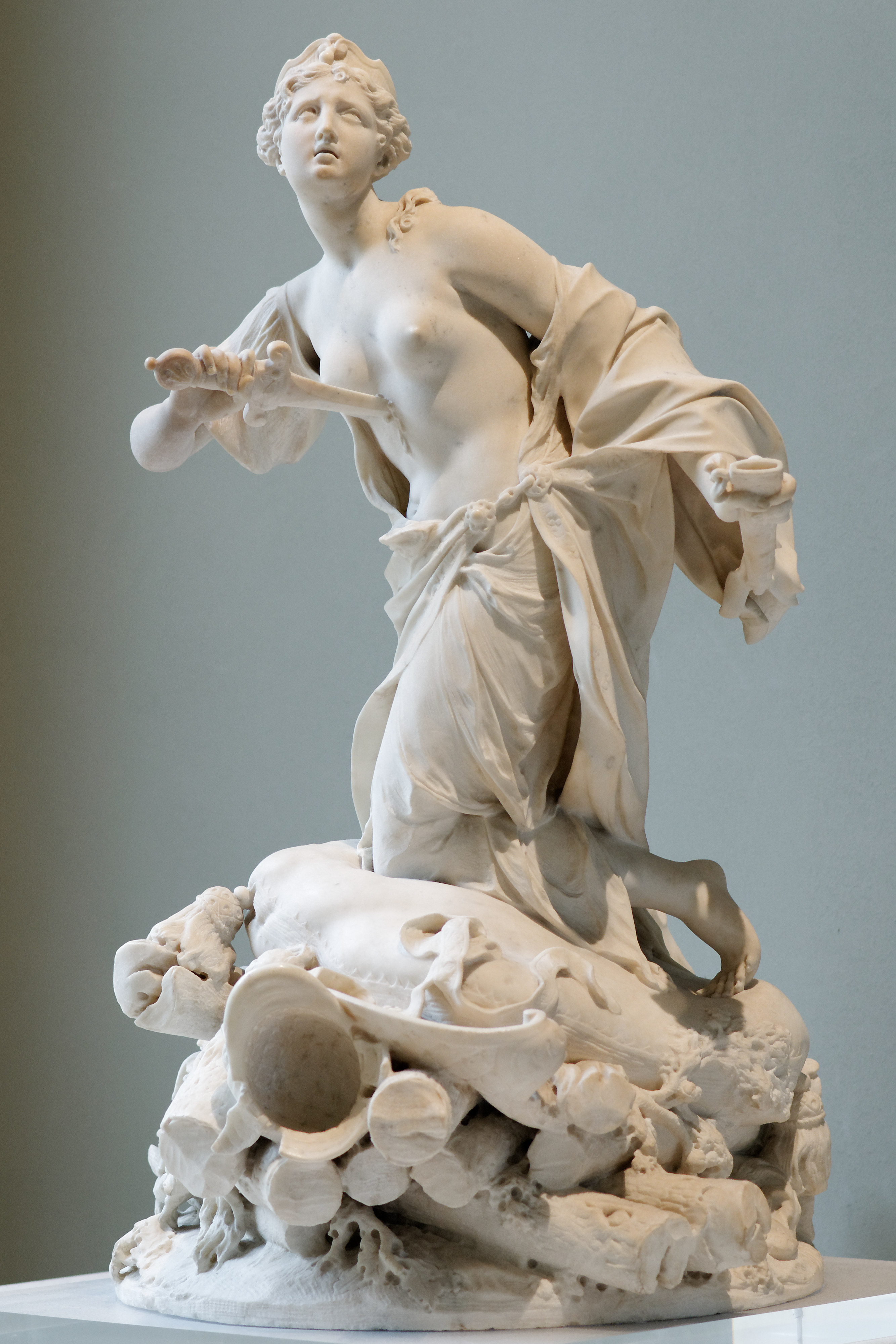
炎の中で自害するディードー

イタリアに発ったアイネイアースらはシチリアに到達し、島の王に歓迎された。その後、父を追悼するために競技祭を開催し、船のレースをした。一方、女性と老人はシチリアに残されることになった。その後、船でイタリア半島に向かった。そして、クーマエに到着し、巫女のシビュラの下を訪れ、冥界へ向かう方法を教えてもらう。その後、黄金の小枝を用いてシビュラと共に冥界に向かった。そしてカルタゴの女王ディードーと再会し、彼女にカルタゴを離れたことを弁解した。その後、父のアンキーセースと再会した。アンキーセースはアイネイアースに今後ローマの歴史に現れる人物の運命やローマの歴史を予言し、またアイネイアースの今後の身の振る舞い方についても述べた。その後、冥界から戻った戻ったアイネイアースは再び船に乗り、旅を続けた。

### 神話によるアイネイアースの先住民との戦い
アエネーイスらはガエータ等を経てついにティベレ川の河口に到達した。アエネーイスはストロバテス島でケラエノが言った予言が当たったため、そこが建国すべき約束の地であることを確信した。そこはラテン民族の王ラティヌスが治めていた。その後、アエネーイスはラティヌスに歓迎された。そしてラティヌスは彼の娘であるラウィニアを外国から来た男に嫁がせなければならないという予言も受けていたため、アエネーイスにラウィニアを嫁がせることを決めた。
しかし、それに対し不満を持ったユーノーはラウィニアの婚約者だったルトゥリの王であるトゥルヌス（第二のアキレウスと呼ばれていた）にアエネーイスに対し戦争をおこすように仕向けた。また、毒蛇を使ってラティヌスの妻であるアマタにも戦争をそそのかした。その後、トゥルヌスは住民に対しアエネーイスらと戦うことを提案した。そして、ラテン人の鹿をフリアエの陰謀によりアスカニオスが殺したため、両者の間で争いが起き、ラティヌスは住民やトゥルスの意思に抗えず、アエネーイスらとの戦いを決定する。その後、ラテン民族はアエネーイスら（以後トロイア勢）と戦う準備をし、女王カミラやサビニ人等の人達が集まってきた。一方のアエネーイスは夢にティベレ川の神であるティベリヌスが現れた。ティベリヌスはアスカニオスが将来アルバ・ロンガを建国すること、ティベレ川の流域（現在のローマ）に王国を持つギリシア系の王エウアンドロスと一緒に戦うこと、そしてユーノーに祈りを捧げることを指示した。夢から覚めたアイネイアースは神に感謝し、2隻の船にのってエウアンドロスの下に行った。その後、エウアンドロスはトロイア勢に協力すると告げ、エトルリア人を暴君メゼンティウスに対し反乱を起こさせるように仕向けるべきだと告げ、自国の軍勢と息子のパラスを派遣することを決定した。また、ウェヌスはアイネイアースのために鍛冶の神ウゥルカーヌスに命じて楯や武器を作らせた。完成した楯にはこれから起こるアクティウムの海戦までのローマの歴史が描かれてあった。

#### 開戦と戦闘
その頃、トゥルヌスらはユーノーの助言でアイネイアースが留守の間のトロイアの陣営を襲うことにした。ラテン人はティベレ川に係留されているトロイアの船を燃やそうとしたが、船は神聖な木によって造られていたので沈没した船はニンフに変わった。その後、ラテン人がトロイア陣営を包囲する。夜になってトロイアの陣営ではエウリュアロスとニーソスの二人がアイネーイスの下に事態を知らせるべくトロイア陣営から包囲網を破って脱出しようとした。ラテン人の陣営に到着した二人だが、奮戦の末敗死する。その後、ラテン人はトロイアの陣営に総攻撃を仕掛ける。トロイアの塔に火災を起こさせ、トロイア軍との戦闘中にルトゥリ人とトゥルヌスは陣営の門に突入する。しかし、その時門が閉まってしまったので失敗し、トゥルヌスらルトゥリ人だけがトロイア陣営に取り残される。力が強いトゥルヌスだが、徐々に疲れで状況は厳しくなり、ティベレ川に飛び込んだが、助かった。
その頃、ユピテルがオリュンポスで神々の会議を招集した。ユピテルは神々にトロイア人とラテン人の戦争についてどうすればよいかを尋ね、ウェヌスとユーノーのそれぞれの主張を聞いて、戦争の結果を運命に委ねることにした。一方、アイネイアースらは暴君メゼンティウスを追い出したエトルリアのカエレ王であるタルコンが軍船30隻に多くの兵を乗せて応援に駆けつけた。その後、翌朝にトロイアの陣営に到着したアイネイアースらトロイア軍は岸に上陸し、とたんにラテン軍と戦闘状態になった。アイネイアースは多くの敵兵を殺し、パラスも奮戦し、メゼンティウスの子供、ラウススと戦っている際にトゥルヌスがパラスを倒しにやってきた。二人は戦い、トゥルヌスがパラスを槍で刺して殺した。それに対し激怒したアイネイアースは多くの兵を殺し、陣営にいたアスカニオスらは陣営からでてきた。一方のオリュンポスではユーノーがユピテルにトゥルヌスを死から救うように相談し、幻のアイネイアースをトゥルヌスの前に置き、その後、逃げる幻を追いかけて停泊している船に乗ったところ、ユーノーが船のロープを切ってトゥルヌスは漂流し、戦線離脱した。その頃、アイネイアースとメゼンティウスらが戦場で遭遇し、アイネイアースはメゼンティウスに重傷を負わせるが、ラウススの助けで一命を取り留める。しかし、そのラウススもアイネイアースに殺され、メゼンティウスも殺される。
その後、アイネイアースらはパラスの葬儀を行うことを決め、葬儀のためにラテン民族と12日間の休戦期間を設けた。その際に、アイネイアースはトゥルヌスとの一騎討ちを打診した。トロイア側は3日間で埋葬を済ませた。一方、ラテン側では葬儀の後、ディオメーデースからの参戦拒否の通知が陣営に届いた。厭戦気分も高まり、ラティヌスらが信託によってトロイア側の勝利は決まっているとしてこれ以上の戦闘をやめ、ラウィニアをアイネイアースに結婚させるように要請した。また、ドランケスもそれに賛成した。しかし、トゥルヌスは自分はトロイア人を一人で大量に殺したことや、同盟国も多いことから、戦争を継続することを決定した。一方、トロイア勢は平野部に進撃を始めた。それに対し、ラテン側は戦うことを決め、守りを固めた。そして、女戦士のカミラの一隊を、森でラテン側の兵が待ち伏せしている間にトロイア勢に正面から突撃するように命じた。一方、天上ではティーアナがオプスにカミラを殺した者に復讐をするようにさせ、その後、ラテン側の都市に攻め入ろうとするトロイア勢にカミラの一隊が戦いを仕掛ける。カミラは多くの敵兵を殺した。そして、エトルリアのアルンスという兵士がカミラを執拗に追い回し、槍でカミラを殺した。その後、オプスがアルンスを殺し、復讐を果たした。カミラの死後、混乱しているラテン軍は市内に押し込まれ、多くが殺された。その知らせを聞いたトゥルヌスは絶望した。

#### アイネイアースとトゥルヌスとの一騎討ち

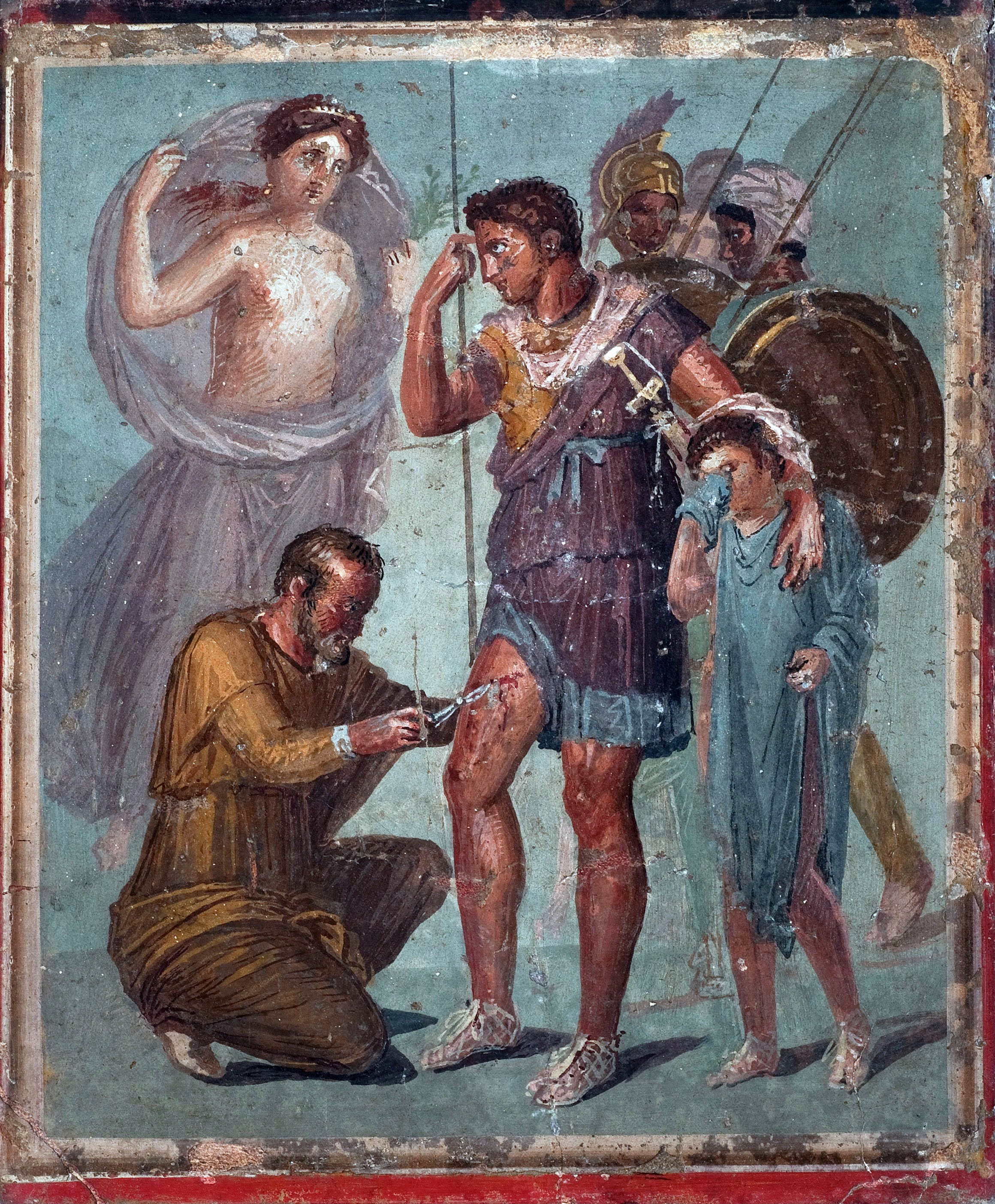
イーアピュクスの手当てを受けるアイネイアース アイネイアースは後方でイーアピュクスによって治療されていたが、治療は困難だった。そこで、ウェヌスがディクテ草を治療用の水に混入させ、それをイーアピュクスが患部に塗ったところ、すぐに傷は治った。

その後、トゥルヌスはアイネイアースと一騎討ちで戦うことを決めた。しかし、アマタやトゥルヌスの姉妹のユートゥルナは反対した。翌朝、アイネイアースらトロイア側とトゥルヌスらラテン側は平原に集まり、勝敗が決まった際の約束をかわした。それに対し、ユートゥルナはこの決闘は不平等であると不安に思っていた。そんな中、鷲が白鳥を捕らえ、それを浜辺にいた鳥の群が追い返した。この事象を占い師トルムニスがトゥルヌスを助けるべきという予兆であると言い、トロイア兵の中に斬り込んだ。そして、両軍は戦い始める。それに対し、やめるよう説得したアイネイアースに対し、何者かが矢を放ち、アイネイアースは負傷する。それに対し興奮したトゥルヌスは多くの敵兵を斬り殺した。一方のアイネイアースは後方でイーアピュクスによって治療され、ウェヌスの力で傷は治った。そして、アスカニオスにメッセージを残したアイネイアースは再び戦場に戻り、トゥルヌスを探すが、ユートゥルナの策略によってトゥルヌスを見つけることができなかった。しだいに怒りだしたアイネイアースとトゥルヌスは多くの敵将を殺戮する。その後、アイネイアースはウェヌスの助言でラティヌスの国の都がある町を奇襲し、混乱の中アマタは自殺する。それを受け、トゥルヌスは改めて一騎討ちをするべくユートゥルナの反対を押し切りアイネイアースの下に向かった。一騎討ちが始まり、トゥルヌスはアイネイアースに斬りつけようとしたが、剣が折れてしまい、逃げまどったが、ユートゥルナの助けで剣を取り戻す。一方、天上界ではユピテルはユーノーやユートゥルナを説得し、これ以上干渉することを止めさせた。そして、アイネイアースとトゥルヌスは戦闘を続け、アイネイアースが槍をトゥルヌスの太股に斬りつけた。トゥルヌスは降伏し、命乞いをした。しかし、アイネイアースはトゥルヌスの肩にパラスの剣帯を見て、怒りを覚えてトゥルヌスを殺した。その後、ラティウムを建設したアイネイアースは、ユーノーの怒りも収まり、アスカニオスの成長に伴い、天上界に昇る時間が近づいた。そこで、ウェヌスが他の神々と共にユピテルにアイネイアースを神にするよう、嘆願した。ユピテルは了承し、ウェヌスは川辺でアイネイアースを神にする儀式をし、アイネイアースは神になった。

### 諸歴史家によるアイネイアース伝承
ティトゥス・リウィウス著作のローマ建国史等の古代の文献にもアイネイアース伝承は描かれてある。アイネイアースは数々の困難の末にティベレ川河口に到達したアイネイアースはアボリギネス人の王、ラティヌスに歓迎されてラウィニアを与えられ、ラウィニアとの間にアスカニオスが生まれ、ラウィニウムを建設する。しかし、ラウィニアの婚約者だったルトゥリ人の王であるトゥルヌスが反発し、戦争を仕掛けるも敗北し、ルトゥリ人共々エトルリア人の王メゼンティウスの下に逃げ込んだ。エトルリア人は強力であったので、アイネイアースはトロイア人とアボリギネス人の二部族をラテン民族とし、結束力を高めたうえでエトルリアの軍と戦い、勝利するも自身は戦死した。また、古代にはアイネイアースはイタリアに辿り着くことができなかったという説を唱える人もいたとされる。一方、ハリカルナッソスのディオニュシオスはアイネイアースらはカルタゴに漂着せずに２年間でトロイアからラティウムに到着したとした。

## アルバ・ロンガとアルバ王

### アルバロンガ建設
アイネイアース亡き後、アスカニオスが王位についた。その後、ラウィニアの助けで順調に統治を進めていたアスカニオスは王位について数十年後にしだいに人口が多くなってきたラウィニウムをラウィニアに譲って自身は山地にアルバ・ロンガを建設した。

### 歴代のアルバ王

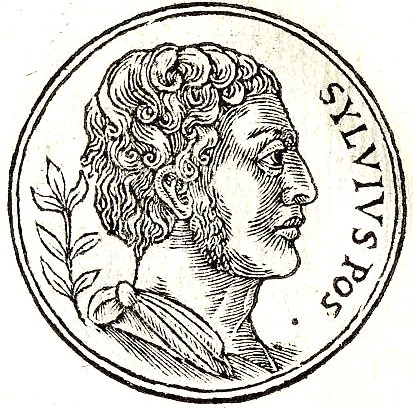
シルウィウスの肖像

アスカニオス亡き後のアルバ王にはアスカニオスの弟であるシルウィウスが就いた。シルウィウスはアイネイアース亡き後、アスカニオスの暗殺を恐れ、森に隠れていた。アスカニオスの死後、王位に就いたシルウィウスは29年間統治をした。アスカニオスの子、ユルスは後のユリウス氏族につながるとされている。その後、アエネーイス・シルウィウス（統治期間31年）、ラティヌス・シルウィウス（統治期間51年）、アルバ・シルウィウス（統治期間39年）、アテス、カペス（統治期間26年）、カペートゥス（統治期間13年）、ティベリヌス・シルウィウス（統治期間8年）と続く。ティベリヌスはアルブラ川を渡ろうとして川に流され、亡くなったことからティベレ川という伝承がある。その後、アグリッパ・シルウィウス（統治期間41年）、アルディウス（神通力を持って圧政を行ったが、雷に打たれて亡くなった）、アヴェンティヌス（統治期間37年）と続いた。アヴェンティヌスの名はアヴェンティーノの丘として残っている。また、アヴェンティヌスはアクロタに王位を譲られたという説もある。その後、プロカが23年間統治した後、ヌミトルに王位を継がせたが、アムーリウスが王位を簒奪した。アムーリウスはヌミトルの息子を殺し、ヌミトルの娘のレア・シルウィアをウェスタの処女に任命し、自身の権力基盤を固めていった。

## ロームルスのローマ建国

### ロームルスとレムスの誕生

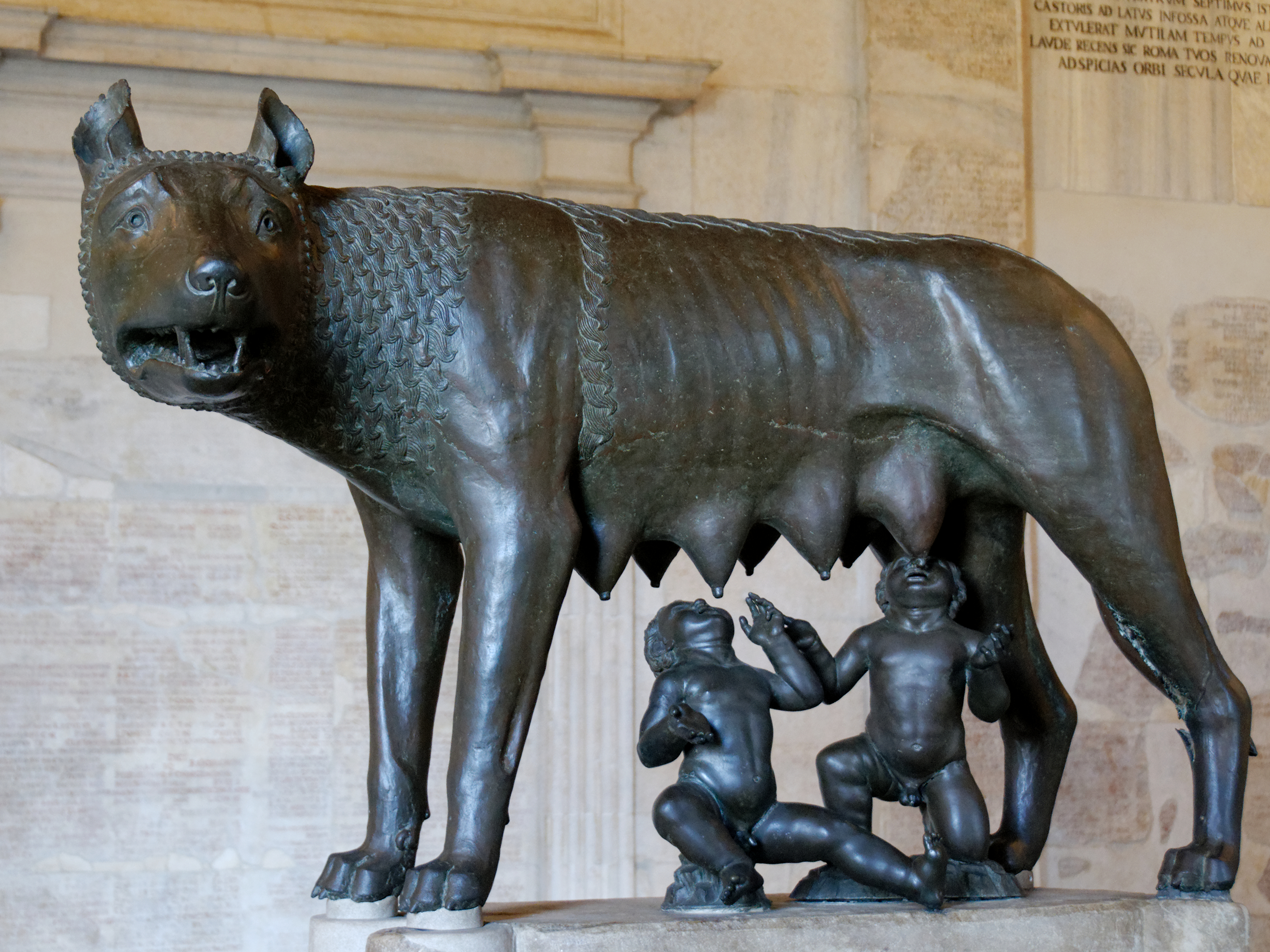

レア・シルウィアがウェスタの巫女に任命されてから4年後、彼女は巫女の身でありながら、妊娠した。交わった相手は軍神マルスという説も、アムーリウスという説もある。その後、シルウィアは男児の双子を出産した。ロームルスとレムスである。しかし、アムーリウスはシルウィアを牢に軟禁させ（川に身を投げさせたという説もある）、双子を捨てるように命じた。二人はティベレ川に流されたが、すぐに人里離れた陸地に漂着した（無花果の木がそばにがあった。）。その後、漂着したところに山からやって来たメスの狼が近づき、双子に乳を与えた。また、キツツキは食料を与えた（キツツキはマルスの聖鳥）。狼は王室の羊飼いが近づくと立ち去っていった。羊飼いの名前はファウストゥルスという名前で、双子を家に持ち帰り、妻のレンティアに育てさせた。また、狼が乳を与えたという伝承については名前が狼という意味の名前だったから伝承ができたという説もある。更に、レンティアの正体は女神であるという説もある。また、ファウストゥルスは王の豚飼いで、実は双子が捨てられていたのを知っていたが、神の望みによりその頃死産だった妻に育てさせたという説もある。その後、ロームルスとレムスと言う名を与えられた。双子は、両親の元で健康に育ち、やがて遊牧・農耕生活をしながら、若者の遊牧民の仲間と狩りをしたり、盗賊を襲ったりした。ロームルスは政治的素質を備えており、徐々に若者の集団は規模を大きくしていき、周辺の人々の間に名が知れ渡っていった。また、ローマ時代にはロームルスの生家とされる”ロームルスの小屋”（ファウストゥルスの小屋）という小屋がパラティーノの丘にあったとされる。

### ロームルスとアムーリウス王の戦い
ロームルスとレムスが18歳の頃、ロームルスとレムスの一派とヌミトルの配下の一派とが土地を巡っての勢力争いが起こった（盗賊との説もある）。一旦はロームルスらの一派が勝ったが、ロームルスら多くの人が犠牲式のために出かけていた間に、ルミトルの配下が待ち伏せをして、レムスを捕らえた。また、ロームルスとレムスの一派がパラティーノの丘でルペルカリア祭を行っていた間に盗賊の不意打ちを受け、ロームルスは助かったがレムスらファビウス派は捕まってしまったとも言われている。そして、盗賊達はレムスをアルバ・ロンガのアムーリウス王の元に連行し、アムーリウス王にロームルスとレムスがヌミトルの領地に侵入していることを話した。アムーリウス王はヌミトルにレムスの身柄を引き渡した。一方、ロームルスはレムスが捕まったことを聞くと、すぐに救出しようとしたが、ファウストゥルスから二人の出生の秘密を知らされ、ロームルスはアムーリウス王を打倒することを決意する。一方、ヌミトルの家に連れて行かれたレムスはヌミトルと面談した。ヌミトルは、レムスの体格や容貌が自分に似ている事や、レムスが二人は捨て子だと名乗った事からレムスはヌミトルの孫であることを知った。そのため、ヌミトルはレムスに真実を伝え、レムスを無罪放免にした。一方のロームルスはファウストゥルスから聞いたことが真実であるかどうか確かめるためにヌミトルの元へ向かった。ファウストゥルスは双子が捨てられた時に使われた籠を持ってロームルスを追ったが、アルバ・ロンガの城門の前で兵士に怪しまれ、アムーリウス王の前に引き出されて尋問を受けた。それに対し、ファウストゥルスはロームルスとレムスが生きていることと彼らが遊牧民であること、シルウィアに二人の運命を伝えに来たということを述べた。そして、アムーリウス王はファウストゥルスに二人の居場所を聞き出そうとしたが、ファウストゥルスは自分と王の配下の者が二人を迎えに行くと言って脱出した。一方のアムーリウス王はヌミトルを召還するべく、ヌミトルの下に使者を送ったが、使者がヌミトルと親しく、ヌミトルにアムーリウス王の計画を密告した。それを知ったヌミトルはロームルスとレムスにそれを知らせた。その後、レムスとヌミトルは一族郎党やファビウス派の羊飼い、剣を隠し持った一団を率いて王宮に向かった。そして、アムーリウス王を殺害した。一方のロームルスは市外からアムーリウス王に反対する市民を集めて百人隊を構成し、城を攻めた。そして、ヌミトルは王位に返り咲き、シルウィアは牢獄から解放された。

### ローマ建国

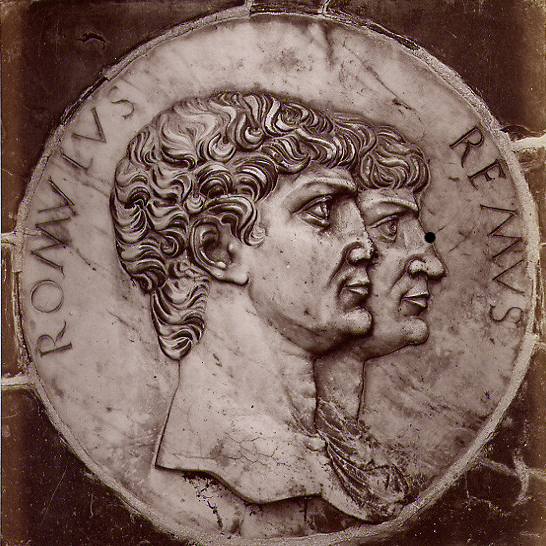
ロームルスとレムス

祖父を再びアルバ王に就けたロームルスとレムスはアルバではなく、自分の生まれ育ったパラティーノの丘に新しい都市を建てようとした。人口過剰やヌミトルの勧めもあって（ヌミトルは二人を厄介払いをしようとしたという説もある）支持者を連れてパラティーノの丘に向かった。そして都市の建設をロームルスとレムスの二人がそれぞれ率いる2グループに分け、作業の効率化を図ろうとしたが、結果的にロームルスとレムスが対立する原因となってしまった。そして、ロームルスはパラティーノの丘に、レムスはアヴェンティーノの丘に都市を建設すべし、と争った他、新都市の名前についても争い、収拾がつかなくなったので、アルバ・ロンガに出向き、ヌミトル王に相談した。そこで、ヌミトル王は鳥占い (en:Auspice) で最初により良い鳥が飛んできた方が王になるというふうに決めるように言った。そこで、ロームルスとレムスはそれぞれパラティーノの丘とアウェンティーノの丘に登り（二人ともアウェンティーノの丘に登ったという説もある）、鳥がやってくるのを待った。まず、レムスの下に6羽のハゲタカがやって来て、直後にロームルスの下に12羽のハゲタカがやってきた（別説にはロームルスが嘘をついてハゲタカを見たとレムスに知らせた直後にレムスが6羽のハゲタカを見て、ロームルスの下へ向かった。しかし、ロームルスの周りにはハゲタカがいなかった。その時丁度12羽のハゲタカがロームルスの下へ飛んできたので都市の支配権を要求した。それに対し、騙されていたレムスは拒否した、というものもある。）。そして、ロームルスの支持者は数の多さを、レムスの支持者は最初に飛んできたことを理由にそれぞれを王にするように争った。そして、ロームルスの支持者とレムスの支持者が戦闘を始め、戦闘中にレムスとファウストゥルスが戦死してしまった。ロームルスは二人をアヴェンティーノの丘に葬った。また、一説にはロームルスが建てた都市の境界の壁を、レムスが嘲笑し、飛び越えたため、ロームルスが怒って殺したという説もある。
レムスが生きている間に（もしくは死後）ロームルスはパラティーノの丘に先述の都市の壁を建設した。紀元前753年、4月21日（牧畜の神パレスの祭日だった）にロームルスはまず、パラティーノの丘に深い穴を掘り、それを果実や土を投げ入れて埋めた。その上に神殿を建て、ユピテル神に祈った。その後、ロームルスは二頭の牛を使って、ローマの境界壁の基準となる溝を掘った。その後、市民が壁を作った。また、これらの儀式はエトルリアからもたらされたといわれている。また、ローマ建国史によるとロームルスは壁を作った後ヘラクレス他、様々な神々に生け贄の儀式を行ったとされる。

### ロームルス王

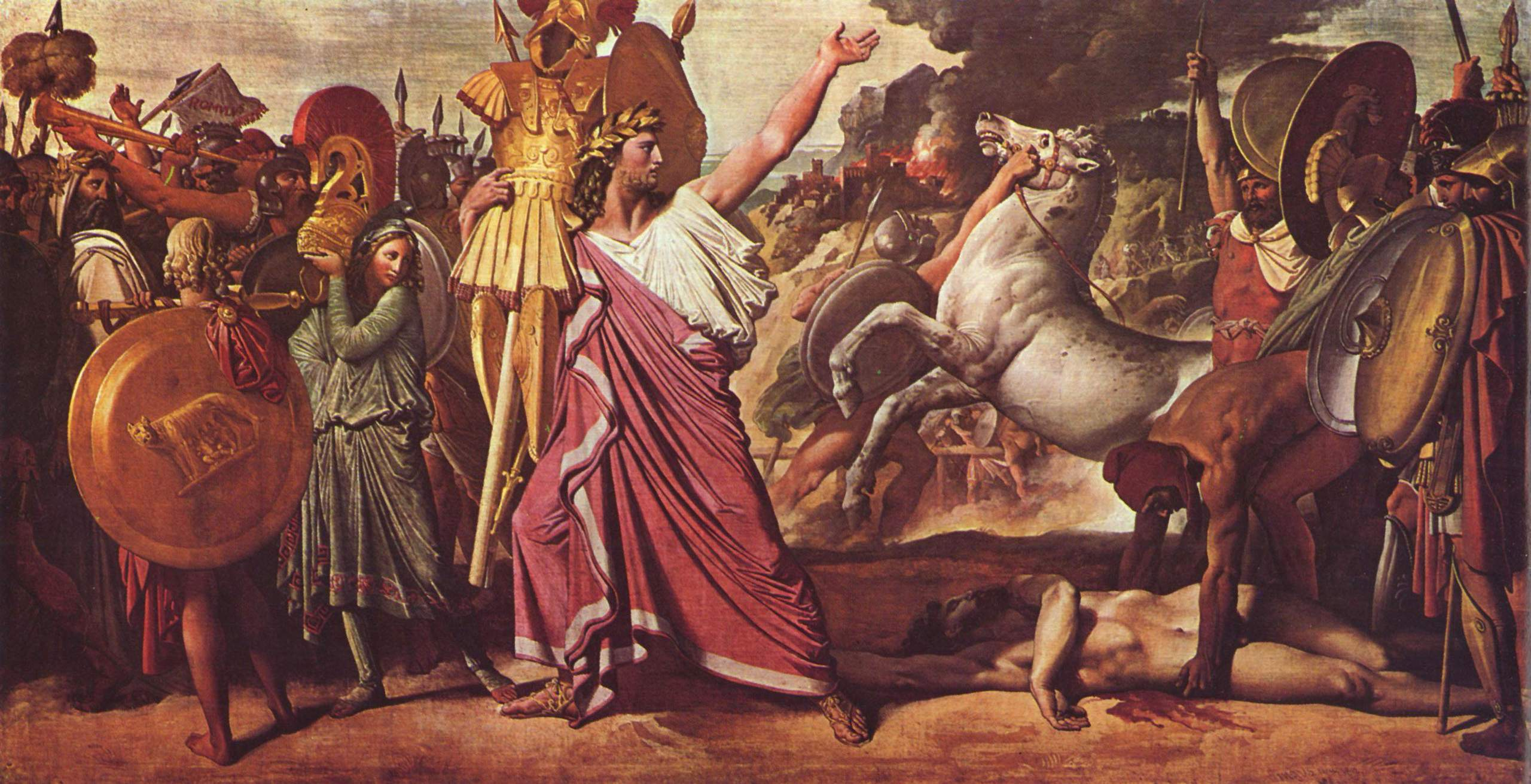
ロームルスが戦勝記念にユピテル神に敵将の鎧を捧げている

ロームルス王は儀式を行った後、元老院を創設した。その後、法律を制定し、城壁を拡大させていった。一方、女性人口が極端に少なかったため、ロームルスの指示でローマ人の男はネプチューンの祭礼の際にやって来たザビニ人の未婚女性を拉致した。それに対し、ティトゥス・タティウス率いるザビニ人がローマに攻め込んだが、戦いの最中に、拉致されてローマ人の男の妻になっていたザビニ族の女が戦いに割って入り、戦争を止めるように言った。そして、ローマとザビニ族は合併して新たな国を作り、ローマを首都にし、タティウスとロームルスは共同君主になった。その後、タティウスが殺害された後、ロームルスは再び単独の王になり、フィデナエ、ウェイイ等と戦った。在位30数年の後、ある日ロームルスは嵐の中の稲妻と共に忽然と姿を消した。そして、ローマ人によってロームルスはクゥイリーヌス神として神格化され、建国の父となった。また、妻のヘルシリアもホラ神になった。

### 他地域の神話との類似
ギリシア神話にでてくるテューローはポセイドンの双子を産んだが、川に流してしまう。そこで馬飼いに拾われ、成長し、迫害されていた母を救ったという話もある。また、アッカドの王サルゴンも生後すぐに川に流されて拾われた先で庭師をしているとイシュタル女神に愛され、アッカドの王になったと言う伝説もある。聖書のモーセやギリシア神話のペルセウス等の神話の登場人物も生後すぐに川に流され、後に頭角をあらわしている。

## 地理・考古学的要素

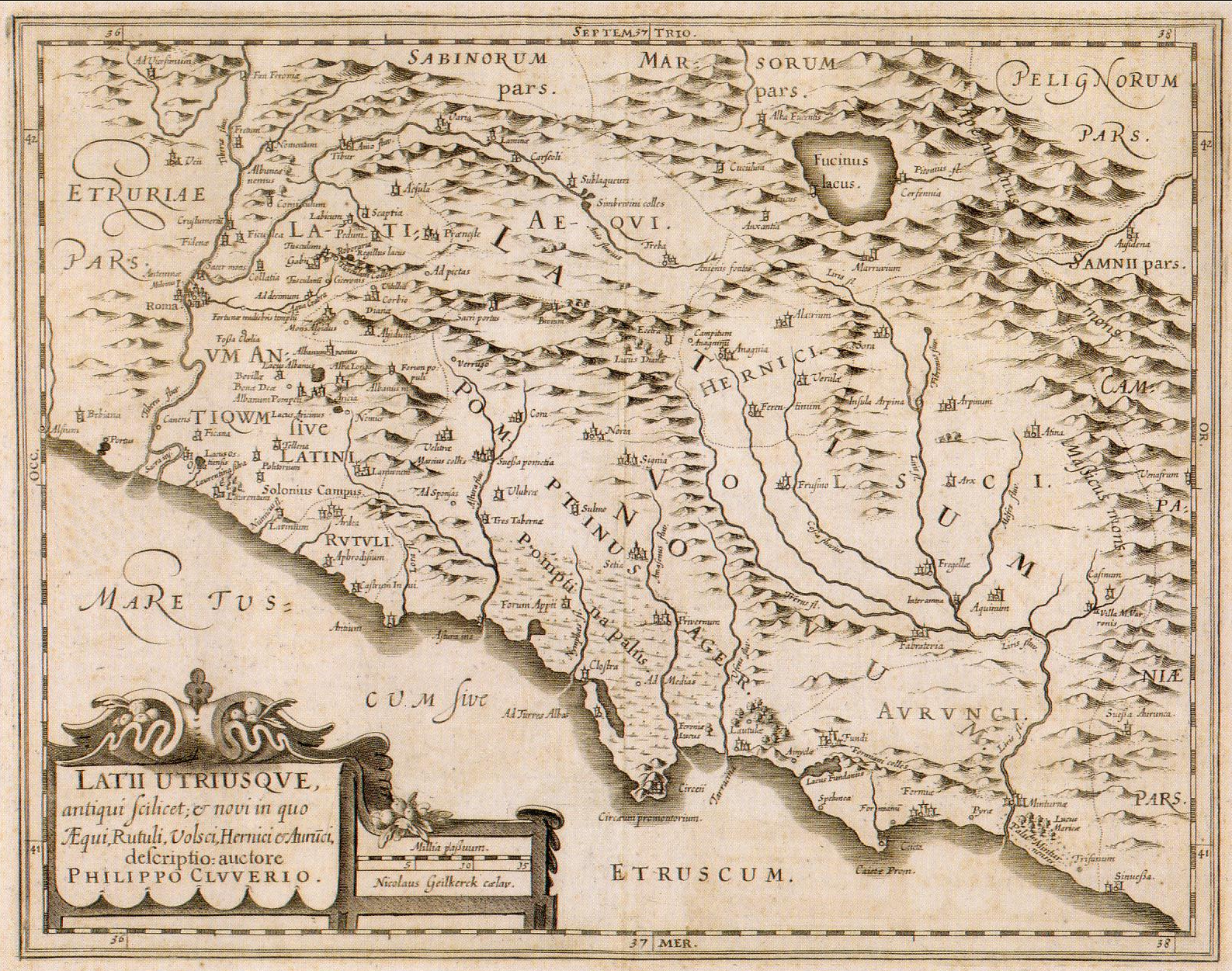
ラティウム地方の地図

アイネイアース伝承やロームルス伝承の舞台となったラティウム地方は温暖であり、土壌は火山性の凝灰岩で、農耕には不向きでも牧畜には最適であった。そこでは、青銅器時代にはアペニン文化の影響を受けていたが、紀元前10世紀頃にラテン人が民族移動でラティウム平野に侵入した。その後、鉄器時代に紀元前6世紀までラティウム文化が栄える。ラティウム文化はイタリア半島北部のヴィラノヴァ文化と南部のフォッサクルトゥーア文化の2文化の影響を受けていた。また、初期のローマは南部に進出しようとしたエトルリア人の影響も受けている。ラティウム文化は初期の頃は火葬だったが、徐々に土葬に変わっていった。ローマではパラティーノの丘などに紀元前8世紀の集落の遺跡が遺っている。前述の”ロームルスの小屋”はラティウム文化の一般的な家屋であり、屋根は葦や木の枝、藁でできていたという。
ローマはティベレ川の下流部にあって洪水などで湿気が多く、マラリアの発生源になりやすいが、ティベレ川の河川航行が可能である。このローマの地勢についてウィトルウィウスやマルクス・フリウス・カミルスらが都市の建設には最適であったと絶賛している。

## 後世への影響

### アイネイアース伝承・アルバ王
- ダンテの『神曲』にはウェルギリウスが登場するなど、多くの場面が『アエネーイス』を基に作られている。
- アエネーイスはルネサンス期の1510年に文庫本が出版され、シェイクスピアなど多くの人が、ローマ神話に触れる機会があった。
- 17世紀にヘンリー・パーセルが歌劇ディドとエネアスを発表した。

### ロームルスとレムスの伝承
- アウグストゥスは紀元前49年の選挙の当日に、6羽の鳥を見た後、12羽の鳥を見たといった。
- スッラは反対派に残忍な点から兄弟殺しのロームルスの生まれ変わりと言われた。
- 共和政ローマ末期には多くの政治家がロームルスの儀式を見習い、「聖壁拡張」の儀式を行った。
- ファビウス氏族の起源はレムスの支持者の集まりであるという説もある。

## 伝承成立の背景や古代の異説
- アイネイアース伝承の原典の1つであるアエネーイスにはホメロスのイリアス、オデュッセイアやアウグストゥスの意向が影響しているとされる。
- ロームルスの時代までの約400年間のアルバ王は紀元前12世紀のトロイア陥落からの空白期間を埋め合わせるために作られたものであるとされる。
- ユリウス氏族がアスカニオスの子孫だという説はアウグストゥスがユリウス氏族の権威を高めるために作らせたものであるとされる。

## 建国伝承を描いた作品

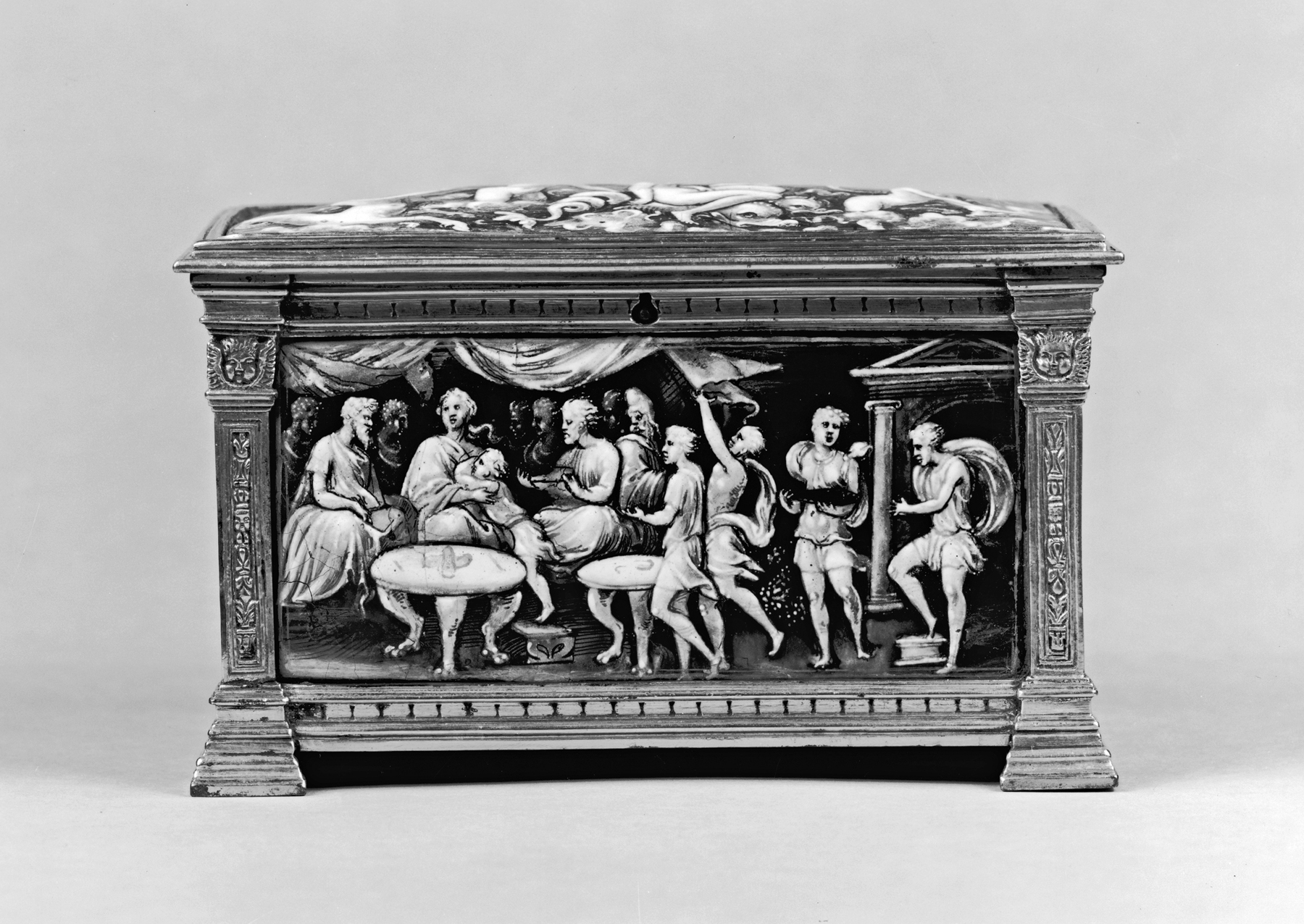
Jean Pénicaud III、『Casket with Scenes of Dido and Aeneas』クピドーがディードーに愛を吹き込む場面
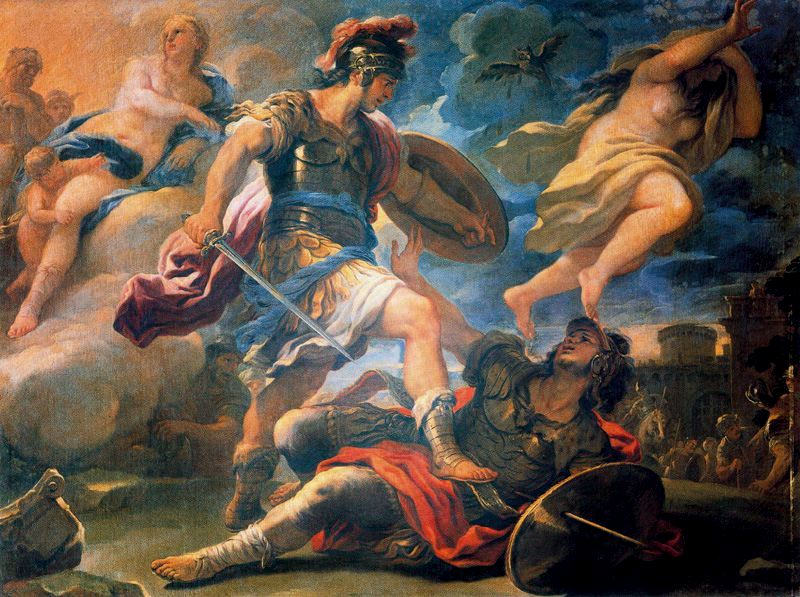
ルカ・ジョルダーノ,『Enea vince Turno』アイネイアースがトゥルヌスを破った場面
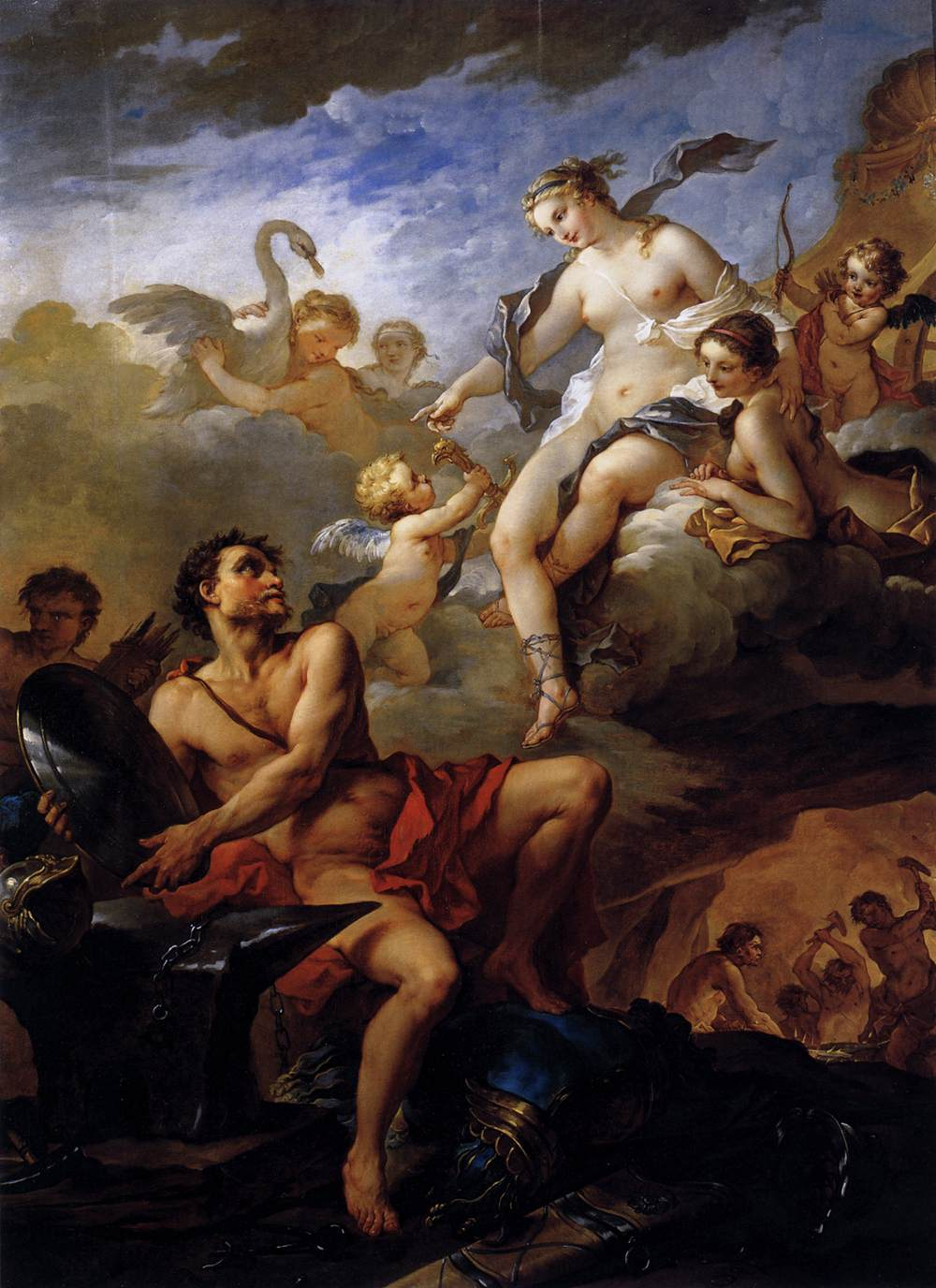
シャルル・ジョセフ,『Venus Demanding Arms from Vulcan for Aeneas』ウェヌスがウゥルカーヌスにアイネイアースのための武器を作らせる場面
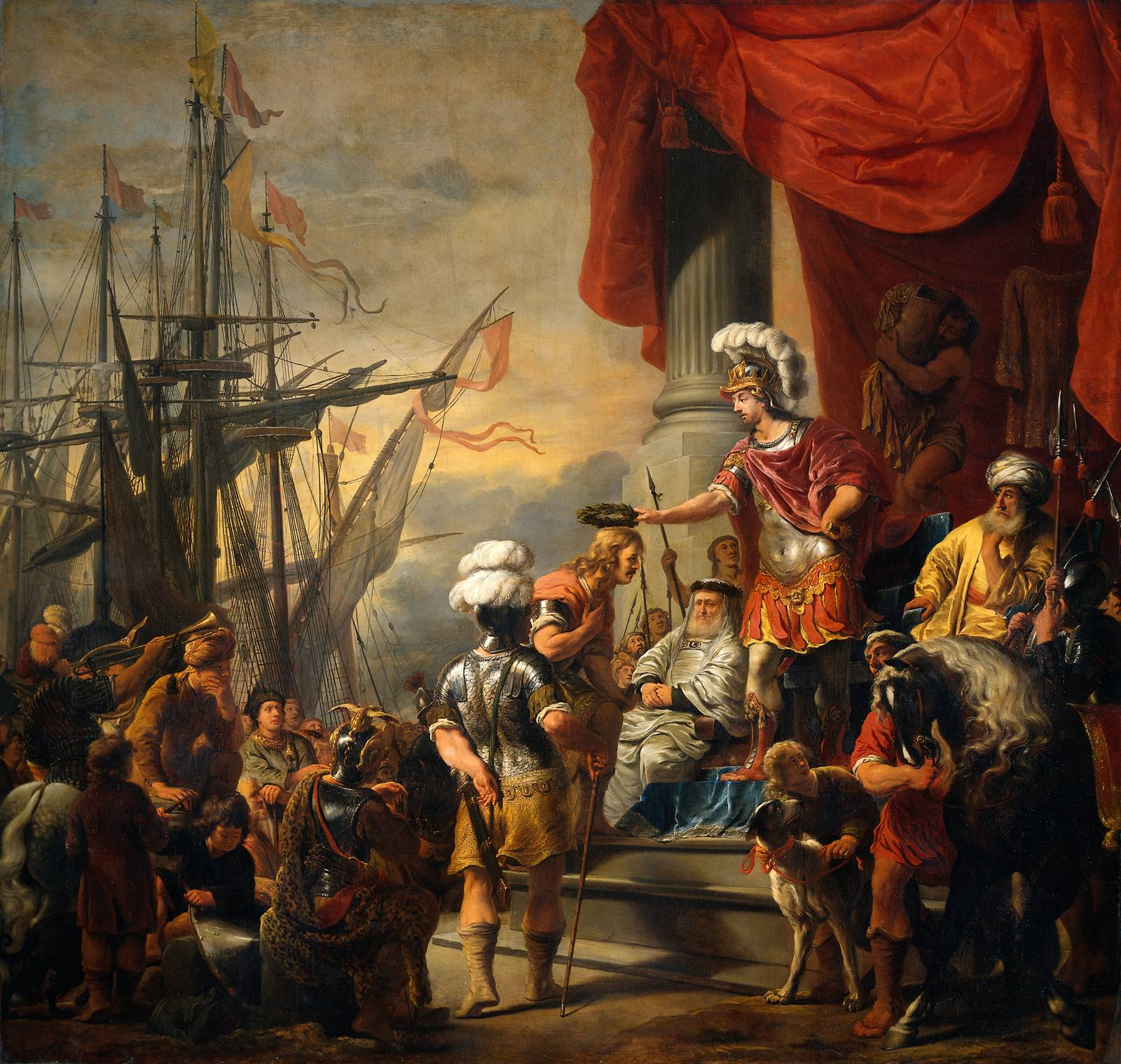
フェルディナント・ボル、『Aeneas at the court of Latinus』ラティヌスがアイネイアースに冠を授ける場面
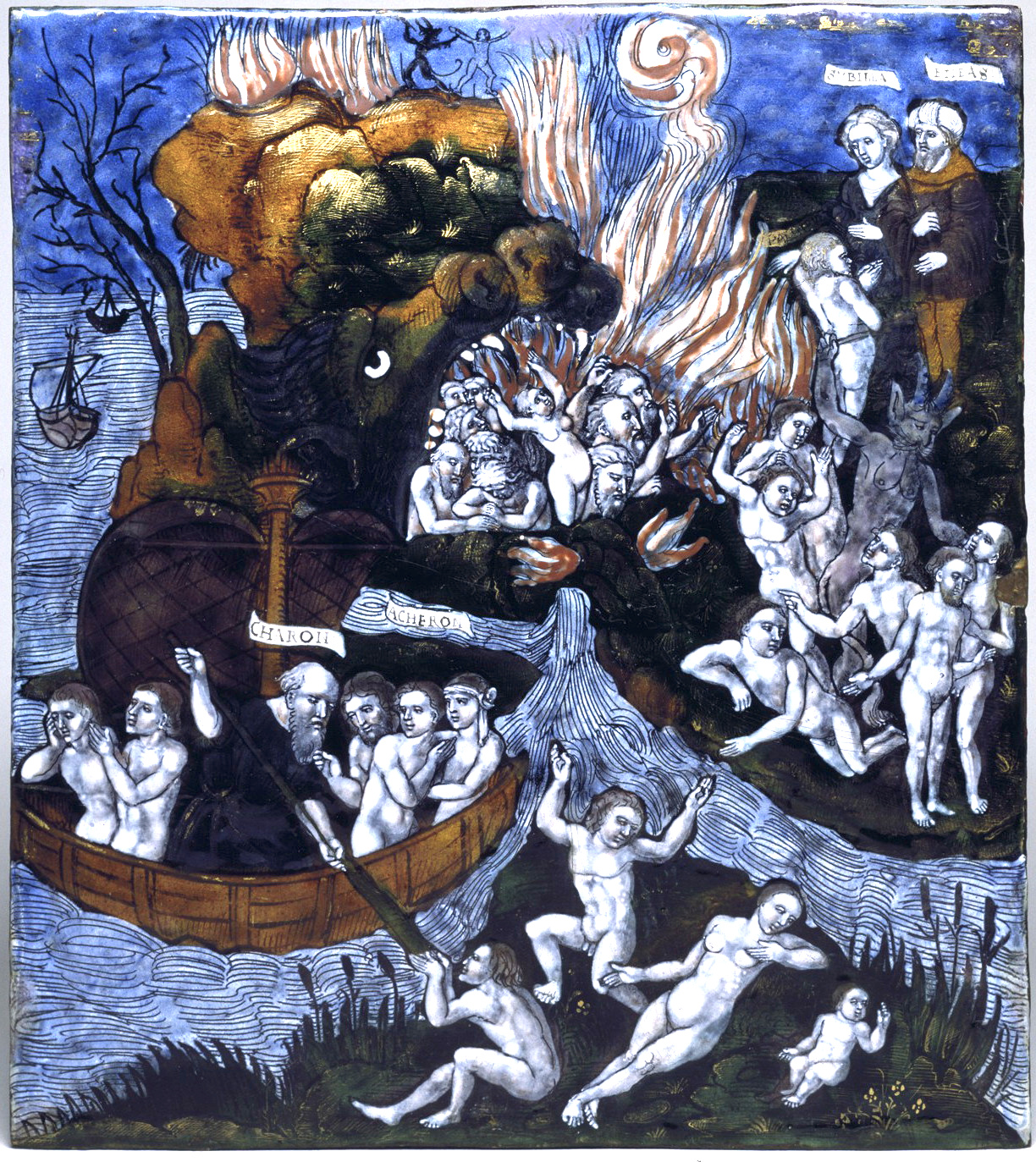
『地獄へのアイネイアスの降下』クーマでアイネイアースが冥界に降りる場面
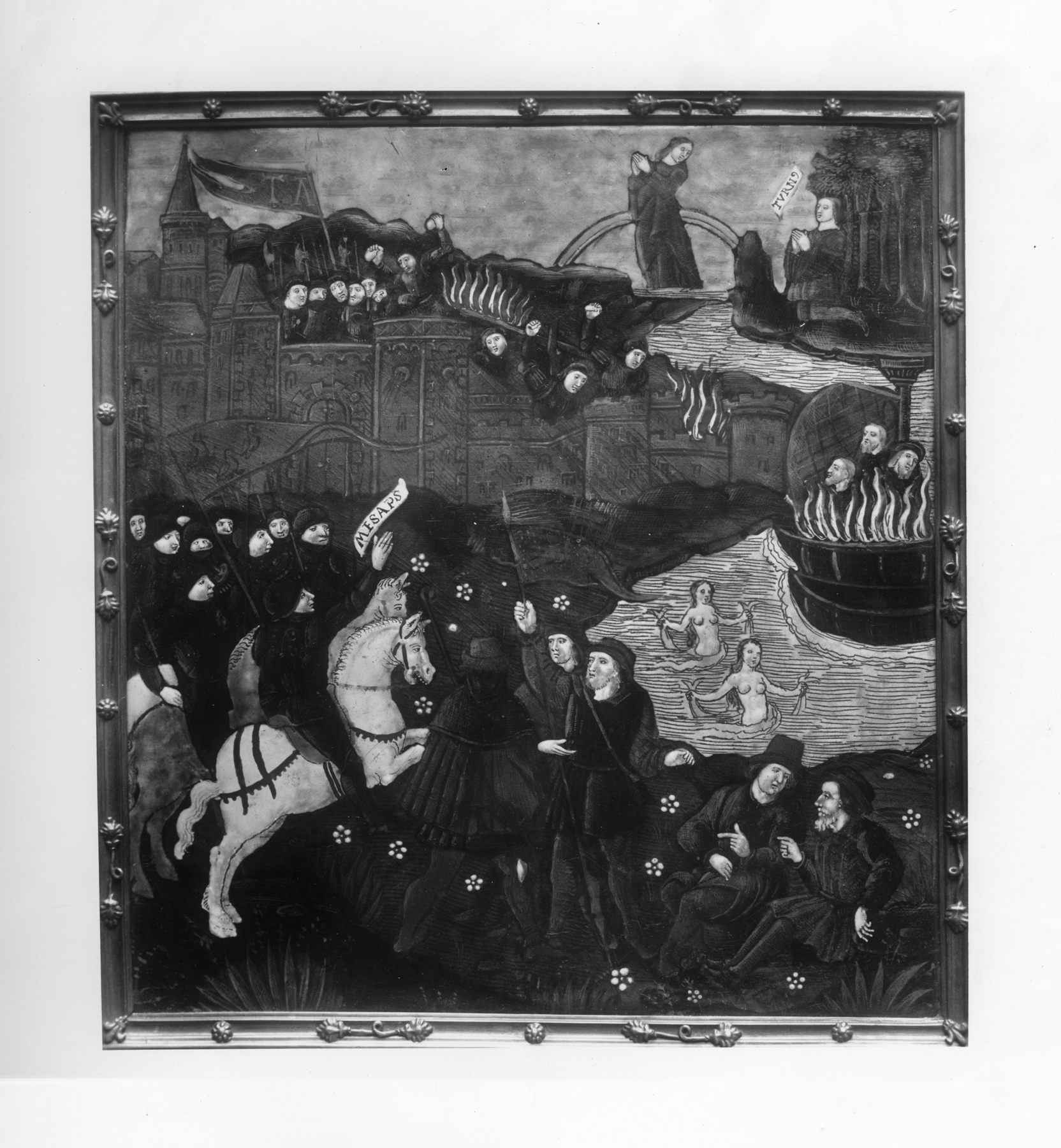
『キュベレの奇跡』トゥルヌスらがトロイア勢の船を燃やした場面
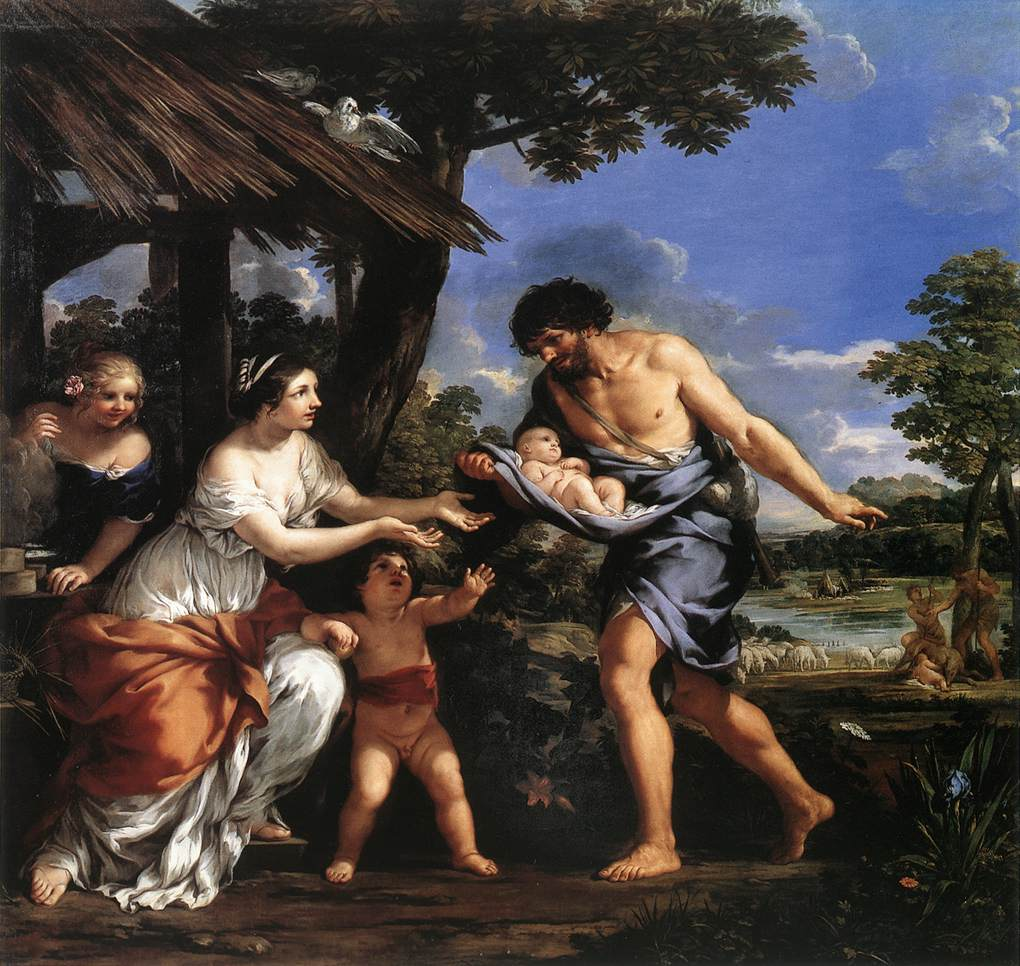
Romulus and Remus Given Shelter by Faustulus ピエトロ・ダ・コルトーナ ファウストゥルスが双子を助けた場面
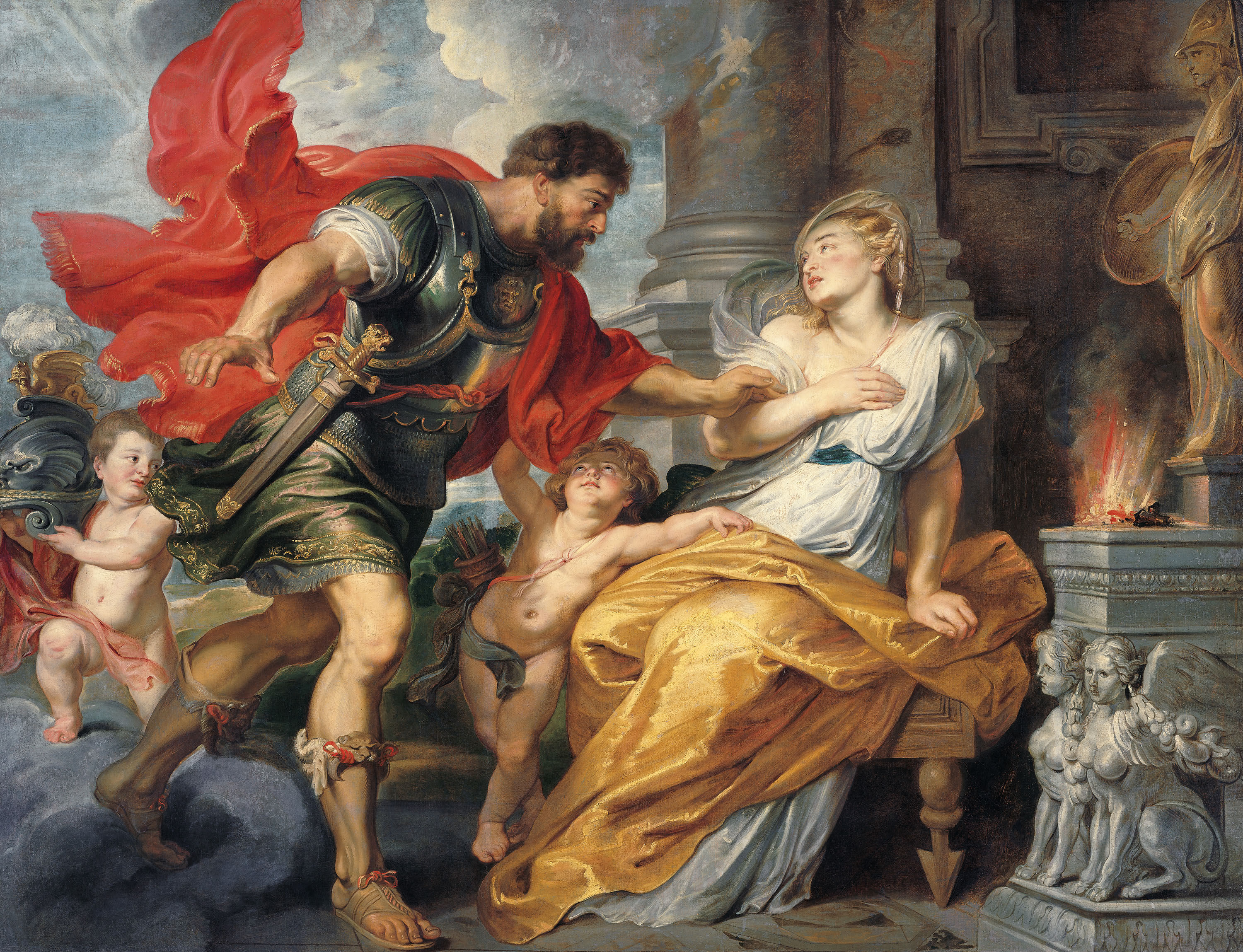
ピーテル・パウル・ルーベンス『Marte e Rea Silvia 』マルス神がレア・シルウィアの下にやって来た場面
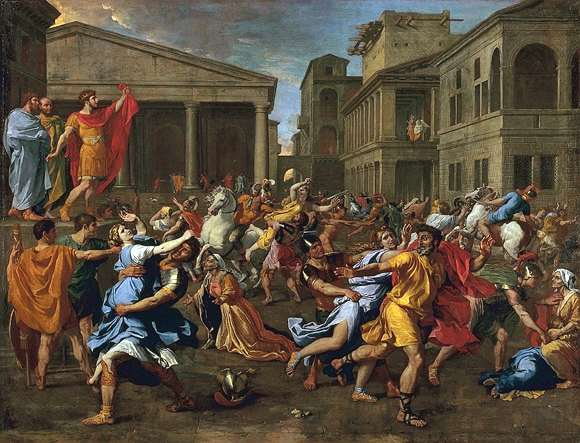
『The Rape of the Sabine women』ザビニの女達の強奪
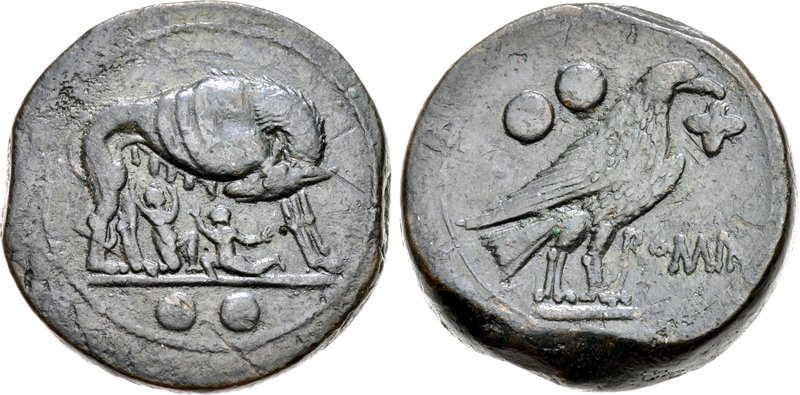
ローマ時代の銀貨 表面に双子と狼、裏面にキツツキが描かれてある
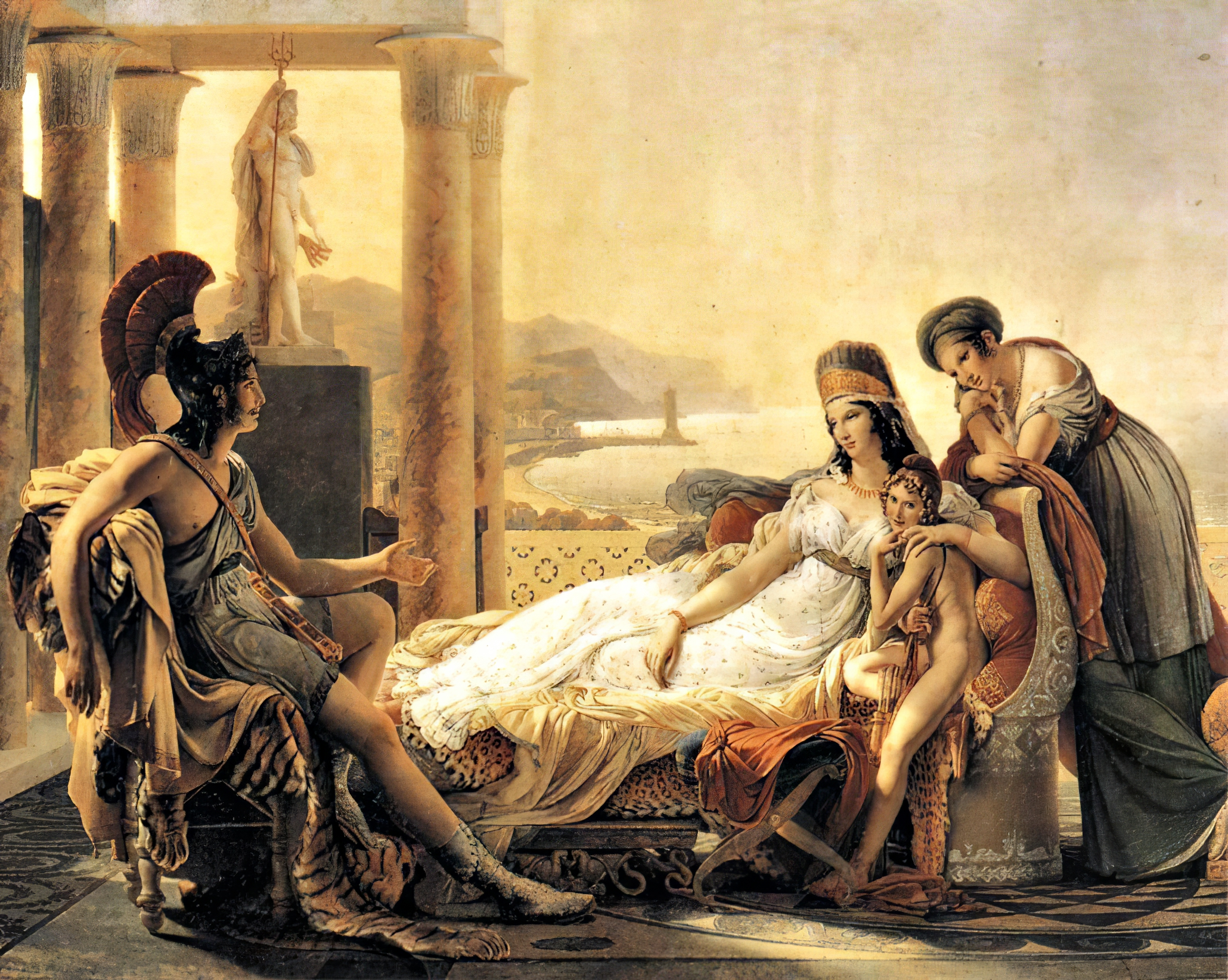
ピエール＝ナルシス・ゲラン アエネイアースがディードーにトロイアでの出来事を語る場面
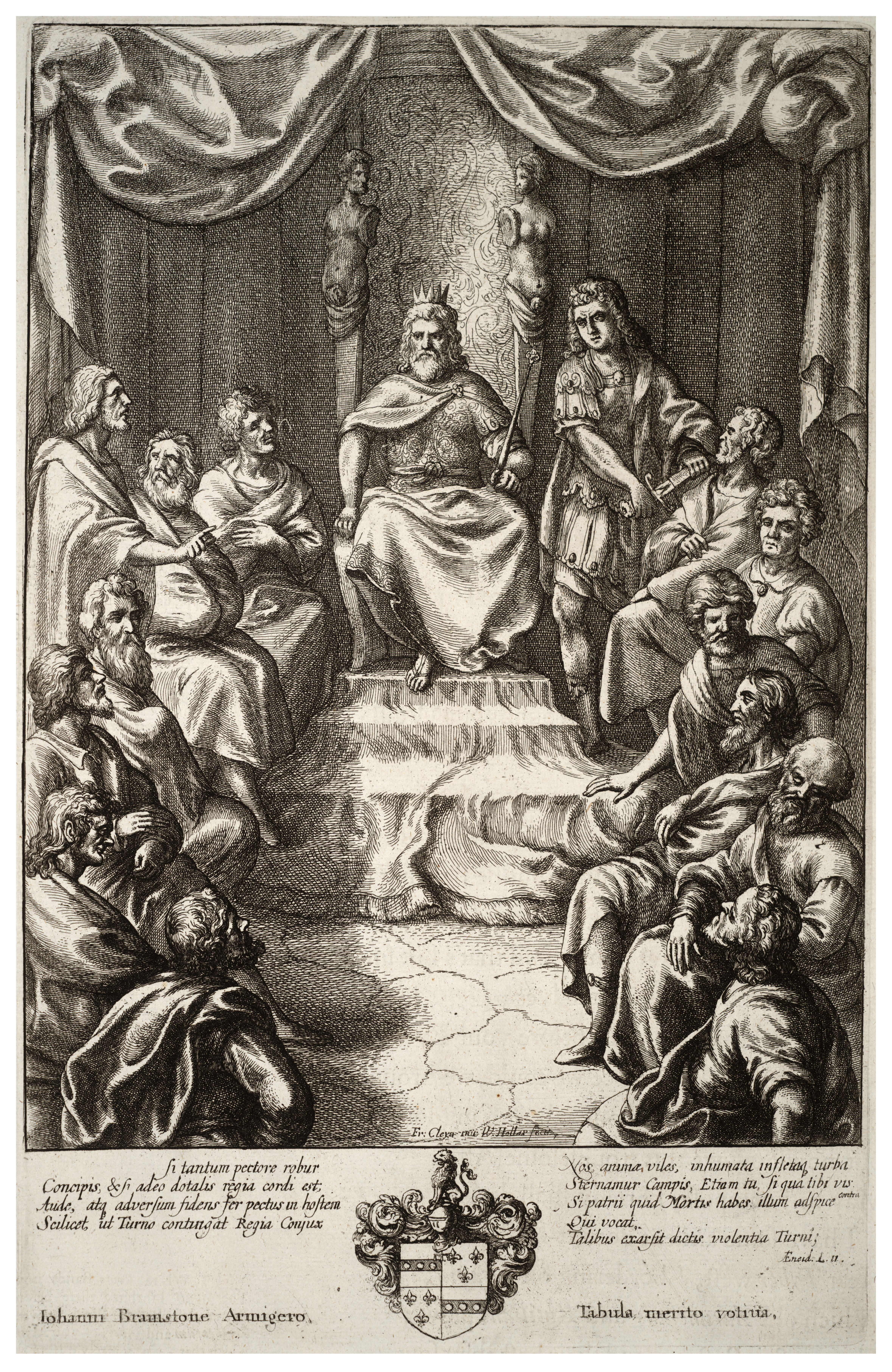
ヴェンツェスラウス・ホラー『King Latinus in council』中央にいるのはラティヌス